# Um 5 Uhr abends

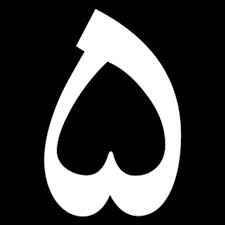
Das Logo von Um 5 Uhr abends

Um 5 Uhr abends (persisch در ساعت ۵ عصر Dar Sa'at e pandsch e Asr, IPA:dæɾ sɑæt ɛ pænd͡ʒ ɛ æsɾ) ist ein wöchentlicher Podcast, den Kambiz Hosseini moderiert. Der Podcast, der von der internationalen Kampagne für die Menschenrechte im Iran produziert wird, startete sein Programm im Januar 2013. Der Podcast sendet Nachrichten und Themen über Menschenrechte in der persischen Sprache. Der Name wurde vom Titel eines Gedichts von Federico García Lorca und die Sendungszeit um 17 Uhr inspiriert. Dieser Audio-Podcast wird jeden Freitag um 17 Uhr (iranische Zeit) auf der Webseite der internationalen Kampagne für Menschenrechte im Iran und der Facebookseite der Kampagne und auch der Facebookseite Kambiz Hosseinis gesendet.
Kambiz Hosseini wurde der Preis der Reporter ohne Grenzen für die Moderation und Produktion des Podcastes zuerkannt. Diese Sendung ist eine Auswahl aus den Nachrichten der Woche, satirischen Nachrichtenanalysen und einer Sendung unter dem Titel Die letzten Worte, in der Kambiz Hosseini einen umgangssprachlichen Monolog durchführt. Um 5 Uhr abends interviewt auch  bekannte iranischen Persönlichkeiten und in jedem Interview stellt Kambiz Hosseini den Gästen seine eigenen Fragen und auch die Fragen von Hörern, die diese auf Facebook geschrieben hatten. Der Podcast hatte schon eine Million Zuhörer und wurde mehr als 150.000 mal von der Webseite Soundcloud heruntergeladen.